# Поляков, Виктор Петрович
Виктор Петрович Поляков (4 апреля 1937, Сорочинск, Оренбургская область, РСФСР — 16 сентября 2016, Самара, Российская Федерация) — один из основоположников советской и российской кардиохирургии, разработчик новых методов лечения заболеваний сердца и сосудов, писатель и педагог, заслуженный врач Российской Федерации.

## Биография
Окончил Куйбышевский медицинский институт имени Д.И. Ульянова.
С 1960 года работал фтизиохирургом в Куйбышевской областной туберкулёзной больнице имени З.П. Соловьева. Впервые в городе успешно выполнил сложную операцию – плеврэктомию, полное удаление гнойного мешка при хроническом гнойном плеврите.
С 1963 года — ординатор факультетской хирургии Клиники Куйбышевского медицинского института, где сначала овладел общей хирургией, а с 1967 года начал заниматься кардиохирургией.
В 1980 году первый в Советском Союзе выполнил операцию на сердце под гипотермией, а чуть позднее — уникальную операцию на сердце «Лабиринт», за которую он был удостоен звания лауреата национальной премии «Призвание» за большой вклад в развитие сердечно-сосудистой хирургии.
В 1989 году по его инициативе в университете создаётся кафедра кардиологии и кардиохирургии факультета повышения квалификации врачей, которой он заведует с 1989 по 2010 годы. Впервые в мире использовал парную стимуляцию сердца при родах. В 1978 году он провел первую операцию по замене клапана сердца искусственным протезом, а в 1980 году впервые в нашей стране – операцию при сложной аритмии врождённого характера.
На кафедре подготовлено около 3 тысяч специалистов в этой области хирургии, а благодаря его личному вкладу Самарский областной кардиологический диспансер стал одним из ведущих специализированных центров в России.
Под руководством ученого защищено 29 кандидатских и 5 докторских диссертаций.
Общий стаж трудовой деятельности составил более 50 лет.
Увлекался поэзией, автор трёх поэтических сборников, член Союза писателей России.

## Награды и звания
- Орден Дружбы (1998)
- Почетный гражданин Самары
- Его имя внесено в энциклопедии «Лучшие люди России» (2006) и «Современники России» (2009)
- Медаль за укрепление авторитета Российской науки
- Золотая медаль имени А. Чижевского «За профессионализм и деловую репутацию»
- Медаль «Лучший медицинский работник России»
- Звание «Заслуженный врач РФ» (2002)
- Национальная премия «Призвание» — лучшим врачам России (2003)[1] в номинации «За создание нового метода лечения» — за создание нового метода хирургического лечения дилатационной кардиомиопатии.
- Премия имени академика А. Н. Бакулева (2005)
- Премия губернатора Самарской области (2009)
- Звание «Почетный профессор СамГМУ» (2005)
- золотой медалью Чижевского АМТН РФ (2010)
- Медаль «Лучший врач России» (2010)
- Почётный диплом Всероссийского общества аритмологов за выдающийся вклад в развитие аритмологии в Российской Федерации
- Победитель областного конкурса «Народное признание» (2010)
- Лауреат международной премии «Имперская культура» в номинации «Поэзия» (2015)